# Mistaken Identity (álbum de Vernon Reid)
Mistaken Identity es el album de debut en solitario del guitarrista estadounidense y miembro del grupo Living Colour, Vernon Reid. Fue lanzado en junio de 1996 por Sony Music bajo el sello 550 Music, incluyendo colaboraciones de su banda de acompañamiento Masque, y fue producido por el propio Reid, el productor de hip hop Prince Paul, y el productor de jazz Teo Macero. El título del álbum está inspirado en la experiencia de Reid con su identidad cultural.
El álbum "Mistaken Identity" de Vernon Reid presenta una fusión de estilos musicales, que incluye influencias de rock, jazz, y hip hop. La diversidad de estilos refleja la versatilidad y habilidades musicales de Vernon Reid como guitarrista y compositor.

## Recepción
Sandy Masuo, de Los Angeles Times, describió el álbum como "más cercano" que las grabaciones de Reid con Living Colour, y escribió: "En lugar de comprimir los elementos en una estructura de rock, les permite deslizarse y colisionar en configuraciones variables... Afortunadamente, parece que Reid se ha encontrado a sí mismo con Mistaken Identity." 
Bradley Bambarger, de Billboard, alabó la "reunión de mentes eclécticas" del álbum, afirmando que "tiene algo para casi todo el mundo". Comentó: "es el exceso de melodías indelebles y texturas crujientes... lo que podría dar a Reid su nuevo 'Rockit': un éxito de rock para una nueva era."
Jacqueline Springer, de Muzik, calificó el álbum de "asalto a los sentidos", con "los feroces golpes de la guitarra de Reid, el fervoroso aporreo de su batería y su sagaz comentario y humor irónico."
En su artículo para Rolling Stone, David Fricke señaló que Reid "no se equivoca en absoluto en su salto de fe a la música de fusión", y alabó el "riesgo, la ambición y la recompensa en todo su esplendor" de la grabación.
The Washington Post escribió que "Reid ha bajado el volumen de Identity lo suficiente como para dejar que brillen sus varias y atractivas melodías."
En una crítica para AllMusic, Stephen Thomas Erlewine afirmaba que para los "fanáticos de la guitarra... Merece la pena escuchar Mistaken Identity", pero comentaba: "ninguna de las canciones del álbum impresiona como canción, sólo como escaparate instrumental".

## Lista de canciones
1. "CP Time"
2. "Mistaken Identity"
3. "You Say He's Just A Psychic Friend"
4. "Who Are You [Mutation 1]"
5. "Lightnin'"
6. "The Projects"
7. "Uptown Drifter"
8. "Saint Cobain"
9. "Important Safety Instructions! [Mutation 2]"
10. "What's My Name"
11. "Signed Fictitious"
12. "Call Waiting To Exhale [mutation 3]"
13. "My Last Nerve"
14. "Freshwater Coconut"
15. "Mysterious Power"
16. "Unborne Embrace"

## Créditos
- Vernon Reid – guitarras reales e imaginarias, susurro
- Don Byron – clarinete, clarinete bajo
- DJ Logic – giradiscos
- Leon Gruenbaum – teclados, theremin, melódica,
- Hank Schroy – bajo
- Curtis Watts – batería